# Western Hemisphere Institute for Security Cooperation
Das Western Hemisphere Institute for Security Cooperation, kurz WHINSEC, 1946 bis 2001 School of the Americas, kurz SOA, ursprünglich Escuela de las Américas, ist ein Trainingscamp der US Army in Fort Moore in Columbus (Georgia), USA. Das Trainingscamp und seine 1946 gegründete Vorgängerinstitution Escuela de las Américas wurden von mehr als 60.000 lateinamerikanischen Militärs durchlaufen. Bis 1984 befand es sich in der Panamakanalzone. Die Schule steht in Verbindung mit den schmutzigen Kriegen US-gestützter südamerikanischer Militärdiktaturen und der damit einhergehenden Unterdrückung breiter Bevölkerungsschichten vor allem in den 1970er- und 1980er-Jahren.

## Geschichte

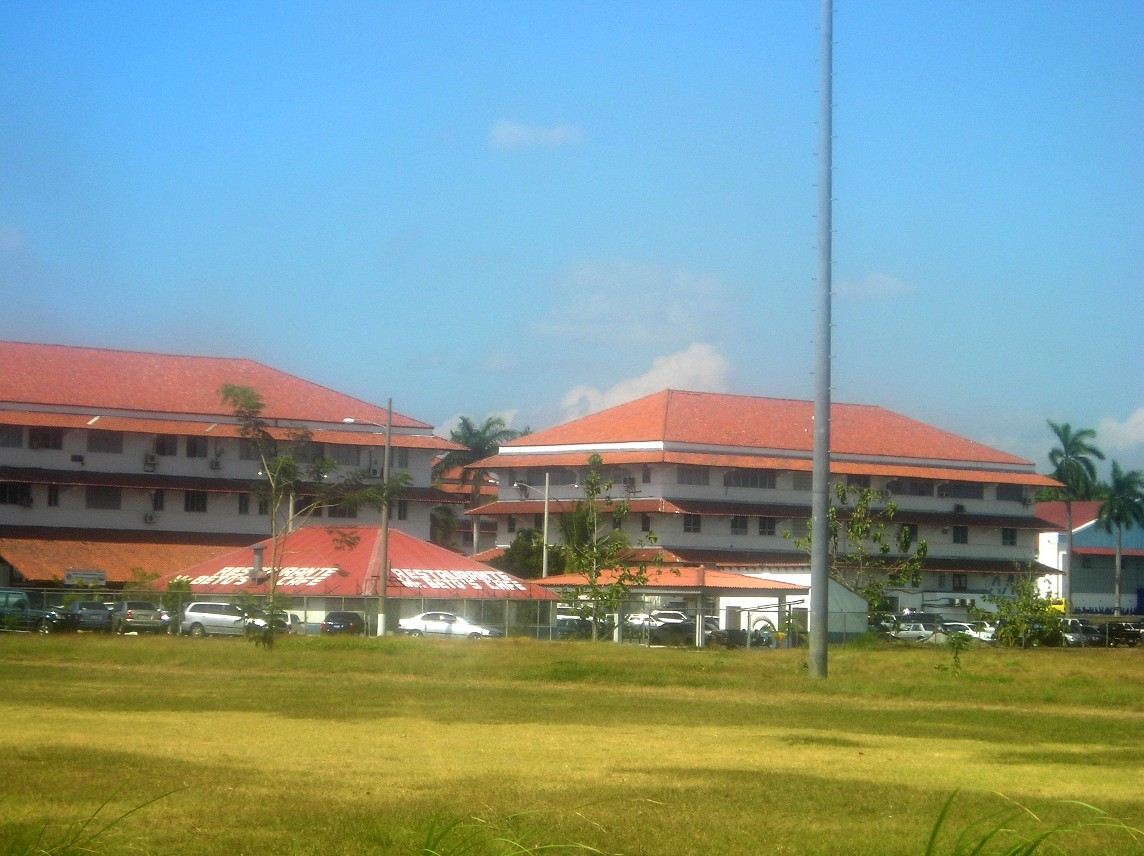
Die aufgegebenen Gebäude der Escuela de las Américas in der Kanalzone Panamas

Die School of the Americas wurde 1946 unter dem Namen Latin American Training Center – Ground Division (Lateinamerikanisches Trainingscenter) in der exterritorialen Kanalzone Panamas eingerichtet. Ihre Aufgabe war es, während des Konflikts um den Panamakanal die US-amerikanischen Interessen in Mittel- und Südamerika durch militärische Ausbildung lateinamerikanischer Militärs und Militärberater zu festigen. Während des Kalten Kriegs verlagerte sich der Aufgabenschwerpunkt dahingehend, dass die Ausbreitung des Kommunismus in Lateinamerika verhindert werden sollte (Domino-Theorie). Nach dem Panamakanal-Vertrag von 1977 und auf Druck der panamaischen Regierung wurde der Standort 1984 in der exterritorialen Kanalzone aufgegeben und nach Fort Benning verlagert. Das Ausbildungslager wurde in das Army Training and Doctrine Command eingegliedert, dem obersten Ausbildungs- und Schulungskommando der Army. Das WHINSEC erhält jährlich ein Budget von ca. zehn Millionen US-Dollar.
Unter Präsident Ronald Reagan wurde der Schulbetrieb ab 1984 ausgeweitet (Reagan-Doktrin). Im Jahr 2000 wurde die bisherige School of the Americas auf Beschluss des Kongresses geschlossen. Im Januar 2001 wurde aufgrund eines von Präsident Bill Clinton unterschriebenen Gesetzes an gleicher Stelle das WHINSEC als Nachfolgeinstitution in seiner heutigen Form eröffnet. Auf dem Lehrplan befindet sich seitdem auch das Fach Menschenrechtskunde. Ein neues Gremium, das per Gesetz mit der Gründung der WHINSEC gebildet wurde, ist das 14-köpfige Beratungskomitee mit dem Namen Board of Visitors, das seitdem mit der unabhängigen Überprüfung, Beobachtung und Empfehlungen zu den Aktivitäten der Ausbildungsstätte beauftragt ist. Das Komitee, dem außer Repräsentanten des Kongresses und der Regierung auch jeweils vom Verteidigungsminister benannte Vertreter der Bereiche Religion, Menschenrechte, Wissenschaft und Wirtschaft angehören, überprüft unter anderem sowohl Unterrichtsinhalte und -formen als auch deren Übereinstimmung mit Recht und Gesetz sowie mit den Zielen der US-Politik.
Im Durchschnitt durchlaufen jährlich 1500 Studenten die Ausbildungsstätte.
Nach Venezuela (2004) haben 2006 auch Argentinien, Uruguay und Bolivien angekündigt, keine Rekruten mehr in das Ausbildungslager zu schicken. Venezuelas Staatspräsident Hugo Chávez kündigte jede Zusammenarbeit mit dem Ausbildungslager auf. 2002 hatten Absolventen des Ausbildungslagers gegen ihn geputscht.

## Kritik
Die School of the Americas wurde von Menschenrechtsorganisationen wegen der Ausbildung vorwiegend rechts gerichteter Militärs und Paramilitärs auch in Foltertechniken und der massiven Unterstützung rechtsgerichteter Militärdiktaturen in Lateinamerika kritisiert. Viele der Absolventen waren später maßgeblich an so genannten schmutzigen Kriegen in ihren Heimatländern beteiligt.
Zu den Absolventen gehören lateinamerikanische Soldaten, Offiziere und spätere Junta-Generäle wie Leopoldo Galtieri, Roberto Viola, der bolivianische Diktator Hugo Banzer Suárez, der panamaische General, Ex-CIA-Mitarbeiter und Rauschgifthändler Manuel Noriega sowie der peruanische Geheimdienstmitarbeiter Vladimiro Montesinos, weiter Efraín Ríos Montt, Guillermo Rodríguez Lara und Omar Torrijos. Auch Roberto D’Aubuisson, der Auftraggeber des Mordes an Oscar Romero, dem Erzbischof von San Salvador, wurde in der SOA ausgebildet. Weil zahlreiche an Putschversuchen gegen lateinamerikanische Regierungen beteiligte Militärs Absolventen der Ausbildungsstätte waren, wurde sie auch als „Putschistenschule“ bezeichnet. „Zu ihren Absolventen zählen die meisten der schlimmsten Folterknechte in Lateinamerika“, sagte der ehemalige CIA-Agent Philip Agee 1999.
1996 wurden Ergebnisse einer internen Untersuchung des Verteidigungsministeriums von 1992 veröffentlicht, wonach von der School of the Americas zwischen 1982 und 1991 genutzte Geheimdiensthandbücher Anleitungen zu Folter, Hinrichtungen, Erpressung und andere Zwangsmethoden im Kampf gegen Aufständische enthielten. Das Verteidigungsministerium äußerte damals gleichzeitig, die Unterrichtsmaterialien seien infolge der Untersuchung geändert worden und die Kurse enthielten seitdem verpflichtende Aufklärung in Menschenrechtsfragen.
Auch im US-Kongress wurde die School of the Americas kritisiert. So meinte der Abgeordnete im Repräsentantenhaus Joe Moakley (Demokratische Partei/Massachusetts), der führende Kritiker im Kongress Ende der 1990er-Jahre, die Schule habe „einige der brutalsten Mörder, einige der grausamsten Diktatoren und einige der schlimmsten Verletzer von Menschenrechten“ hervorgebracht, die die westliche Welt je gesehen habe. Ein weiterer Befürworter der Schließung der SOA war der Abgeordnete Joseph Kennedy (Demokratische Partei/Massachusetts). Für die Schließung des 2001 neu eröffneten WHINSEC setzte sich auch der Abgeordnete Jim McGovern (Demokratische Partei/Massachusetts) ein, der wiederholt Gesetzesinitiativen zur Beendigung der Aktivitäten der Ausbildungsstätte einbrachte.
Die amerikanische Punk-Band Anti-Flag veröffentlichte 2004 ein Lied mit dem Titel The School of Assassins als Teil des Albums Rock Against Bush.

### Organisation „School of the Americas Watch“
Seit 1980, als Schwestern seines damaligen Ordens in El Salvador von Soldaten ermordet wurden, widmet sich der ehemalige katholische Priester, Menschenrechtler und Vietnam-Veteran Roy Bourgeois schwerpunktmäßig der Kritik an der Ausbildung lateinamerikanischer Militärs durch die USA. Er nennt die School of the Americas, zu deren Absolventen die Befehlshaber der Täter von 1980 gehören, eine „Schule der Mörder“. Er gründete 1990 die Organisation School of the Americas Watch (SOAW), die die dauerhafte Schließung der Einrichtung fordert und seitdem alljährlich im November Demonstrationen vor dem Militärlager Fort Benning organisiert, wo sich das Ausbildungslager heute befindet. 2005, in dem Jahr, in dem SOAW-Gründer Bourgeois für sein Engagement mit dem Aachener Friedenspreis ausgezeichnet wurde, sollen 19.000 Personen an der Protestdemonstration teilgenommen haben. Im November 2013 kamen noch rund 1.750 Teilnehmer. Das Datum der Demonstration (um den 16. November) erinnert an das Massaker in der salvadorianischen Universidad Centroamericana von 1989.

### Hintergrund
In Südamerika wurden vor allem in den 1970er- und 1980er-Jahren fast alle Staaten längere Zeit von politisch rechtsgerichteten, von den USA unterstützten Militärdiktaturen regiert. Diese unterdrückten fast durchweg mit Gewalt die meist links stehende Opposition in so genannten Schmutzigen Kriegen. Den USA wird teilweise vorgeworfen, massive Menschenrechtsverletzungen durch die School of the Americas und ihre Beteiligung an der Operation Condor und andere Maßnahmen gefördert zu haben.

## Absolventen
Zu den bekanntesten Absolventen der Schule gehören:
| Staat       | Beispiele                                                  |
| ----------- | ---------------------------------------------------------- |
| Argentinien | Emilio Massera, Leopoldo Galtieri, Roberto Eduardo Viola   |
| Bolivien    | Hugo Banzer Suárez                                         |
| Chile       | Manuel Contreras, Augusto Pinochet                         |
| El Salvador | Roberto D’Aubuisson                                        |
| Gambia      | Yahya Jammeh                                               |
| Guatemala   | Marco Antonio Yon Sosa Efraín Ríos Montt Otto Pérez Molina |
| Panama      | Manuel Noriega                                             |
| Peru        | Juan Velasco Alvarado                                      |
| Venezuela   | Vladimir Padrino López                                     |

## Audios
- Escuela de las Américas (MP3; 7,0 MB), 7:14 Min, von Michael Marek, 13. Juli 2013 im Deutschlandfunk (Memento vom 2. Dezember 2013 im Internet Archive)